# Ukraiński Uniwersytet Islamski
Ukraiński Uniwersytet Islamski (UIU) - pierwszy na Ukrainie uniwersytet islamski, działał od 3 września 1999 do lata 2004 w Doniecku przy meczecie Achat Dżami, jego rektorem był Dżamal Merzug.